# Kirche Weißenborn/Erzgeb.

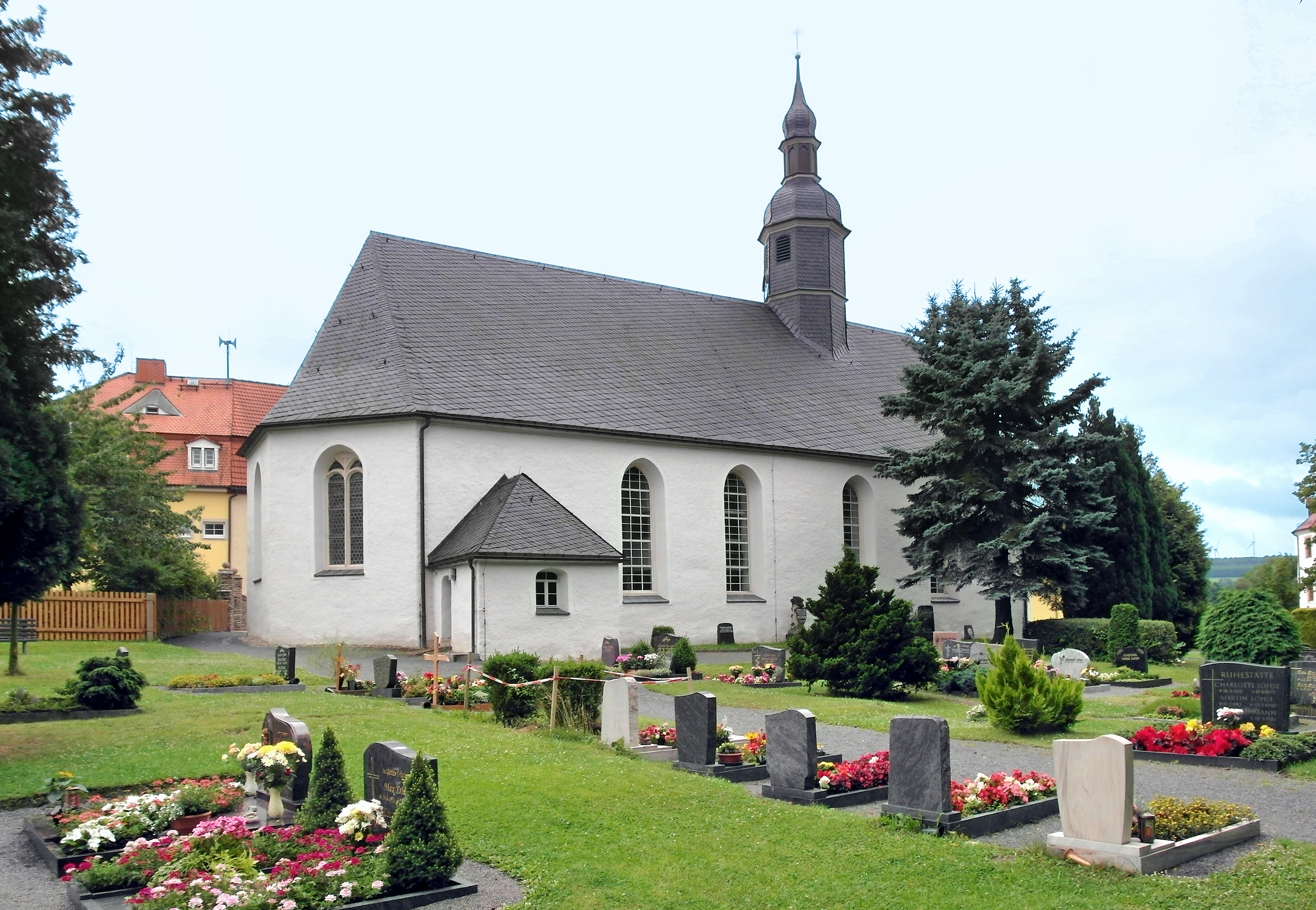
Kirche Weißenborn/Erzgeb.

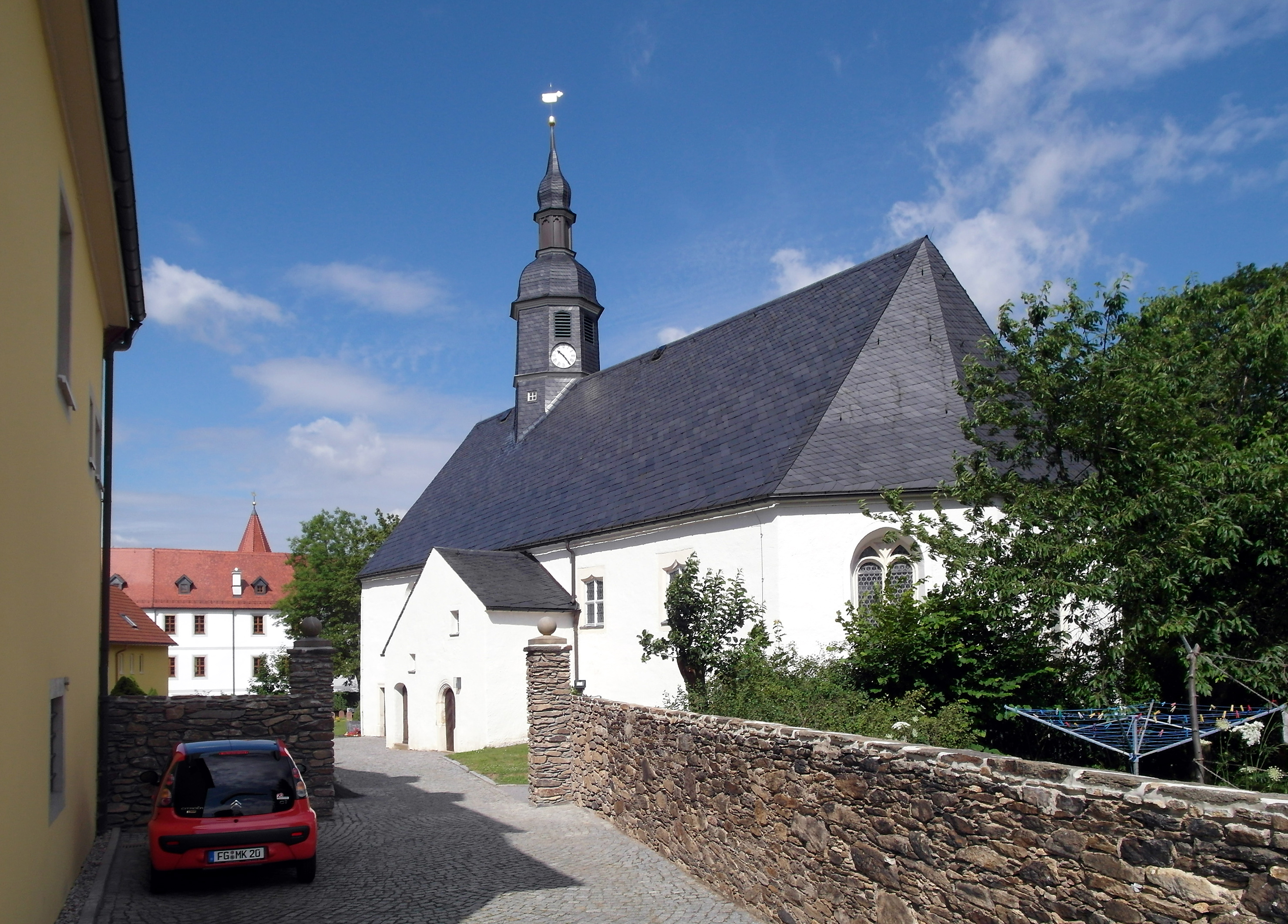
Südostansicht

Die evangelische Kirche Weißenborn ist eine spätgotische Saalkirche in Weißenborn/Erzgeb. im Landkreis Mittelsachsen in Sachsen. Sie gehört zur Kirchengemeinde Weißenborn im Kirchenbezirk Freiberg der Evangelisch-Lutherischen Landeskirche Sachsens.

## Geschichte und Architektur
Die gestreckte, vermutlich hauptsächlich spätgotische Saalkirche aus der Zeit um 1500 erhielt im 17. Jahrhundert ihre Ausstattung. Restaurierungen erfolgten in den Jahren 1968/69 und 1997 (am Dachreiter). Das Bauwerk ist ein verputzter Gneis- und Sandsteinbau mit dreiseitig geschlossenem Chor. Die Fenster im Chor sind mit schlichtem Maßwerk versehen; auf der Südseite des Saals sind kleine Vorhangbogenfenster eingebaut. Die südliche Vorhalle ist mit einem Renaissanceportal des 16. Jahrhunderts gestaltet. Auf dem Satteldach erhebt sich ein kräftiger barocker Dachreiter mit Haube, Laterne und zwiebelförmiger Spitze.
Im Innern ist das Bauwerk einheitlich gestaltet, wobei die prächtig bemalte Felderdecke aus der zweiten Hälfte des 17. Jahrhunderts zu beachten ist. Sie zeigt ein großes zentrales Rundbild, auf dem in emblematischer Art die  Hoffnung des Menschen auf Erlösung dargestellt ist. Die Trinität mit der Personifikation der Spes ist seitlich von Christus und dem Höllenschlund unterhalb von Gottvater dargestellt; weiter der Mensch, der den Anker der Spes zu ergreifen versucht, während der Erzengel Michael ihn hält und das Böse abwehrt. Um das Rundbild sind halbfigurige Darstellungen der Apostel sowie Roll- und Beschlagwerk zu sehen. Doppelte Emporen sind auf der Nord- und Südseite eingebaut, an der Südseite auch die Patronatsloge und Betstübchen. Die Brüstungsfelder sind mit marmorierten Spiegeln und Rollwerk bemalt. Die geschwungene Orgelempore ist mit Balustern versehen.

## Ausstattung
Über dem Altartisch ist ein lebensgroßes spätgotisches Kruzifix angebracht. Die  kelchförmige Sandsteintaufe trägt die Jahreszahl 1560 und zeigt an der Kuppa die Wappen derer von Hartitzsch und von Truchsess, auf der Plinthe sind Kinderfiguren mit Rollwerk zu sehen. Das Zinnbecken ist mit Gravierungen gestaltet, darunter die Evangelisten, das Wappen des Stifters Georg Baumann sowie vegetabile Ornamente und die Jahreszahl 1647.
Ein wertvolles Epitaph aus Sandstein erinnert an Adolf von Hartitzsch und seine Familie und wird Georg Eckhardt zugeschrieben; der zweigeschossige, reich ornamentierte Aufbau trägt die Jahreszahl 1612. Das untere Relief ist mit der vor einem Kruzifix knienden Stifterfamilie versehen, die von Doppelsäulen gerahmt ist; in den seitlichen Reliefkartuschen sind die Geißelung Christi und  Christus vor Pilatus dargestellt. Über dem kräftigen verkröpften Gebälk sind zwei von Säulen gerahmte, typologisch nebeneinander gestellte Relieftafeln mit der Opferung Isaaks und der Kreuzabnahme angeordnet. Auf den Verkröpfungen sind seitlich die fein gearbeiteten freiplastischem Gruppen von Christus und den zwei Jüngern auf dem Weg nach Emmaus sowie des Kampfes von Jakob mit dem Engel zu sehen. Als Bekrönung ist die Trinität zu sehen.
Mehrere Grabdenkmäler erinnern an: Melchior von Hartitzsch, vermutlich von 1537; der Verstorbene ist in Mantel und Barett dargestellt; für A. von Hartitzsch († 1612), der Verstorbene ist in Ritterrüstung zu sehen, möglicherweise von Samuel Lorentz dem Jüngeren; weiter für Margarethe von Hartitzsch († 1612), die Verstorbene in detaillierter Tracht, vielleicht von Hans Fritzsche; für den Knaben Chr. Adolf von Hartitzsch († 1664), ebenfalls mit preziöser Wiedergabe des Verstorbenen mit Tracht.
Die Orgel ist ein Werk von Guido Hermann Schäf aus dem Jahr 1872 mit zehn Registern auf einem Manual und Pedal.